# Вероника колосистая
Веро́ника колоси́стая (лат. Verónica spicáta) — многолетнее травянистое растение, вид рода Вероника (Veronica) семейства Подорожниковые (Plantaginaceae) (ранее этот род включали в семейство Норичниковые (Scrophulariaceae), либо в самостоятельное семейство Верониковые (Veronicaceae)).
Другие русские названия: вероничник колосистый, вероника колосковая.

## Ботаническое описание
Корневище тонкое, горизонтальное.
Стебли высотой 15—50 (до 75) см, в незначительном числе или одиночные, прямые или восходящие, крепкие, простые, сероватые от опушения или зелёные.
Листья длиной 1,5—8,5 см, шириной 0,3—3 см, супротивные, иногда верхние очерёдные, ланцетные до линейных. Нижние листья продолговатые до яйцевидно-округлых, на черешках, с клиновидным, реже округлым основанием, на верхушке туповатые, по краю коротко зубчато-пильчатые или городчатые, на верхушке цельнокрайные и заострённые. Верхние — сидячие, туповато-зубчатые или цельнокрайные, на верхушке островатые. Прицветники линейно-шиловидные, почти равны чашечке, железистоволосистые.
Соцветие — верхушечная, одиночная, густая кисть длиной 5—30 см, иногда в пазухах верхних листьев бывают боковые кисти; все кисти суженные кверху. Цветки на мохнатых или железистомохнатых цветоножках, обычно короче чашечки или почти сидячие; чашечка реснитчатая, из четырёх, неравных по длине, продолговатых, ланцетных долей; венчик ярко-голубой или синий, иногда розовый, фиолетовый или белый, длиной 6—7 мм, разделённый на четыре несколько отклонённых в стороны, неравных по ширине, ланцетных доли. Тычинки почти равны или короче венчика, прямые; пыльники яйцевидные.
Коробочка обратнояйцевидная или округлая, двулопастная, на верхушке слегка выемчатая, незначительно опушённая простыми и железистыми волосками, с тупыми на верхушке долями длиной и шириной 2—4 мм. Семена плоско-выпуклые, длиной около 0,75 мм и шириной около 0,5 мм, широкояйцевидные, тупые, гладкие.
На Южном Урале более обычна узколистная и остролистная форма, с коротким и узким соцветием.

## Распространение и экология
Западная Европа: Испания (северо-восток), Франция, Италия (север), Германия, Бельгия, Нидерланды, Чехословакия, Швейцария, Австрия, Венгрия (в основном по Дунаю и на западе), Румыния, Болгария, страны бывшей Югославии, Албания, Польша, Дания, Швеция (юг), Финляндия (крайний юг), Великобритания (южная половина), Румыния (северо-восток);

Азия: Северо-Восточная Турция, Китай (западная и северная части Джунгарии: бассейн реки Текес, хребет Борохоро, озеро Сайрам, бассейн реки Джергалан, верховья Иртыша), Монголия (крайний северо-запад Монгольского Алтая).
Юго-западная граница ареала проходит несколько западнее Пиренеев.
На территории России и сопредельных стран встречается от западной границы до верховьев Енисея на восток (заходит на правобережье до района Минусинска), встречается на Памиро-Алае, в Тянь-Шане, Джунгарском Алатау, Тарбагатае, Сауре и на большей части Алтая.
Северная граница в европейской части проходит примерно по линии Финский залив — устье реки Вычегды — река Печора около 66° северной широты. В Сибири на севере ареал достигает по долине Иртыша 60° северной широты, на Оби 57°45', на левобережье Енисея — 56°.
На юге достигает низовьев Дона и Волги, нижнего течения Урала, верховьев Эмбы, Тобола, бассейна озера Тенгиз, Каркаралинских гор, окрестностей Семипалатинска и Бийска, встречается по всей части южной Украины, на Кавказе — в Краснодарском, Ставропольском краях, Кабардино-Балкарии, Северной Осетии, Дагестане, Грозненской области, а также в Грузии и северо-западной части Армении; встречается в Крыму, Молдавии.
В лесах (преимущественно в борах) и в степях, реже встречается в горах до субальпийского пояса, на щебнистых склонах, на лесных лужайках. Предпочитает сухую почву и хорошее освещение.

## Хозяйственное значение и использование

### В декоративном садоводстве
В культуре с 1570 года. Красива в одиночной посадке и в миксбордере. Хорошо сочетается с камнеломками, очитками, гвоздиками, геранью далматской.
Цветёт с середины июня. Продолжительность цветения более 35 дней. Может давать самосев. Размножают делением куста, стеблевыми черенками и семенами, которые высевают осенью в грунт. К почве не требовательна. Солнцелюбива. Засухоустойчива, но переувлажнение переносит. В средней полосе России зимует без укрытия.
Сорта
- 'Blue Carpet'. Низкорослый сорт с голубыми цветками.
- 'Romiley Purple'. Цветки тёмно-фиолетовые.
- 'Blue Peter'. Цветки голубые.
- 'Barcarolle'. Цветки розовые.
- 'Red Fox' ('Rothuchs'). Высота 30—45 см. Цветки тёмно-розовые (малиново-розовые). Зоны морозостойкости 3—8[5][6].
- 'Heidekind'.
- 'Rotflshs'. Цветки бледно-кремовые.
- 'Icicle' ('White Icicle'). Цветки белые[4].
- 'Rotfuchs'. Высота растений до 50 см. Цветение с июня по август. Цветки тёмно-розовые. Цветение в июне-августе (в зависимости от региона)[7].
- 'Royal Candles Glory'. Высота растений до 30 см. Цветки тёмно-синие[8].
- 'Ulster Blue Dwarf'. Низкорослый сорт (около 30 см) с пурпурно-фиолетовыми цветками[9].

- 'Red-Fox'
- 'Icicle'
- 'Rosea'
- 'Ulster Blue Dwarf'

## Классификация

### Таксономия
- Veronica spicata L., 1753, Sp. Pl. : 10

Вид Вероника колосистая включается в род Вероника (Veronica) семейства Подорожниковые (Plantaginaceae) порядка Ясноткоцветные (Lamiales) клады Ламииды, последовательно входящей в более крупные клады Астериды → Суперастериды → Эвдикоты → Цветковые растения. Таксономическая схема в соответствии с Системой APG IV по состоянию на июнь 2024 года:
|  |                          |  |                                   |                                   |                          |  | еще 23 семейства | еще 23 семейства |                         |  |                          |  | еще 507 подтвержденных видов и 147 видов, ожидающих подтверждения | еще 507 подтвержденных видов и 147 видов, ожидающих подтверждения |  |
|  |                          |  |                                   |                                   |                          |  | еще 23 семейства | еще 23 семейства |                         |  |                          |  | еще 507 подтвержденных видов и 147 видов, ожидающих подтверждения | еще 507 подтвержденных видов и 147 видов, ожидающих подтверждения |  |
|  |                          |  |                                   | порядок Ясноткоцветные            |                          |  |                  |                  | род Вероника            |  |                          |  |                                                                   |                                                                   |  |
|  |                          |  |                                   | порядок Ясноткоцветные            |                          |  |                  |                  | род Вероника            |  | 8 внутривидовых таксонов |  |                                                                   |                                                                   |  |
|  | клада Цветковые растения |  |                                   |                                   | семейство Подорожниковые |  |                  |                  | вид Вероника колосистая |  |                          |  |                                                                   |                                                                   |  |
|  | клада Цветковые растения |  |                                   |                                   |                          |  |                  |                  |                         |  |                          |  |                                                                   |                                                                   |  |
|  |                          |  | ещё 63 порядка цветковых растений | ещё 63 порядка цветковых растений |                          |  |                  | еще 106 родов    | еще 106 родов           |  |                          |  |                                                                   |                                                                   |  |
|  |                          |  |                                   | ещё 63 порядка цветковых растений |                          |  |                  |                  | еще 106 родов           |  |                          |  |                                                                   |                                                                   |  |

### Внутривидовые таксоны
- Veronica spicata subsp. bashkiriensis Klokov ex Tzvelev
- Veronica spicata subsp. fischeri (Trávn.) Albach
- Veronica spicata subsp. kamelinii Kosachev
- Veronica spicata subsp. lanisepala (Trávn.) Albach
- Veronica spicata subsp. maeotica (Klokov) Tzvelev
- Veronica spicata subsp. petschorica Tzvelev
- Veronica spicata subsp. spicata
- Veronica spicata subsp. viscosula (Klokov) Assejeva

### Синонимы
- Cardia spicata (L.) Dulac
- Hedystachys spicata (L.) Fourr.
- Pseudolysimachion spicatum (L.) Opiz
- Pseudolysimachion spicatum subsp. hybridum Holub
- Veronica pseudoorchidea (Pacz.) Klokov
- Veronica spicata subsp. vulgaris Gaudin